# Anastasio di Costantinopoli
Anastasio (... – gennaio 754) è stato un arcivescovo bizantino, patriarca di Costantinopoli dal 730 al 754.

## Biografia
Di origini siriache, sembra che il suo vero nome di battesimo fosse Eirenaios: una fonte lo definisce infatti "di nome Eirenaios, soprannominato Anastasio". Discepolo e sincello del patriarca di Costantinopoli Germano I, secondo il resoconto di parte del cronista Teofane Confessore, Anastasio ricevette dall'Imperatore Leone III la promessa che sarebbe diventato patriarca nel caso Germano I non avesse accettato l'iconoclastia. Secondo un resoconto non credibile di Teofane, Germano "alluse, con dolcezza, al tradimento", trattandolo come se fosse il "nuovo Iscariota"; ma "vedendolo persistere ineluttabilmente nel suo errore", un giorno gli disse, mentre si recava all'Imperatore e nel momento in cui Anastasio gli aveva calpestato le stola, «Non aver fretta, Anastasio: passerai certo in tempo per il Dihippion»; Teofane aggiunge che la profezia poi si avverò: infatti nel 743 Anastasio sarebbe stato punito da Costantino V passando proprio per il Dihippion.
Il 22 gennaio 730, in seguito alle dimissioni del patriarca Germano I per non aver voluto accettare la politica iconoclasta dell'Imperatore, Anastasio fu nominato patriarca di Costantinopoli; poiché appoggiava l'iconoclastia, la sua lettera sinodica a papa Gregorio II venne respinta dal Pontefice, che gli intimò di abbandonare l'eresia. Il successivo pontefice, papa Gregorio III, scrisse ad Anastasio e all'Imperatore, attaccando la loro politica iconoclasta: a dire del pontefice, era «invasor sedis Constantinopolitanae» (cioè, non era un patriarca legittimo, che aveva occupato illegalmente il proprio seggio). Lo stesso papa lo anatemizzò. Secondo la Vita di Stefano, fu durante il patriarcato di Anastasio che avvenne la rimozione della Chalke; secondo Teofane, ciò avvenne invece nel 726, durante il patriarcato di Germano I.
Nel 741 Leone III perì; gli succedette il figlio Costantino V, che nel 742 dovette però affrontare una seria usurpazione: Artavasde, suo cognato, infatti, diffuse la voce che Costantino V fosse stato ucciso in battaglia dagli Arabi; il Patriarca Anastasio, credendogli, pare abbia accolto la notizia con gioia e abbia anatemizzato Costantino V, per poi incoronare imperatore Artavasde; l'anno successivo (743) Anastasio incoronò imperatore anche il figlio di Artavasde, Niceforo. Costantino V, in realtà, era ancora vivo e, con il supporto di alcuni temi, riuscì a sconfiggere l'usurpatore e a rientrare nella capitale; Anastasio fu punito abbastanza duramente dall'Imperatore per l'appoggio dato all'usurpatore: fu picchiato e umiliato, costretto a passare per il Dihippion all'indietro a dorso di un asino, ma mantenne comunque la carica perché sostenitore della politica iconoclasta dell'Imperatore.
Secondo Teofane (ma probabilmente è una distorsione storica), Anastasio sarebbe stato costretto da Costantino V a giurare sulla reliquia della Vera Croce che avrebbe rifiutato l'idea secondo cui Gesù Cristo, figlio di Maria, era figlio di Dio. Il 6 giugno 751 incoronò il figlio di Costantino V, Leone, imperatore il giorno di Pentecoste.